# شوزو ماکینو
شوزو ماکینو (انگلیسی: Shozo Makino; ۱۵ مهٔ ۱۹۱۵ – ۱۲ فوریهٔ ۱۹۸۷) شناگر اهل ژاپن بود.
وی در مسابقات کشوری و بین‌المللی در مجموع برندهٔ ۱ مدال نقره، ۱ مدال برنز شده‌است.